# Miho Saeki
| Posities op de WTA-ranglijst Positie per einde seizoen: \| jaar \| rang enkelspel \| rang dubbelspel \| \| ---- \| -------------- \| --------------- \| \| 1993 \| 697 \| – \| \| 1994 \| 454 \| 332 \| \| 1995 \| 234 \| 99 \| \| 1996 \| 120 \| 65 \| \| 1997 \| 75 \| 79 \| \| 1998 \| 88 \| 64 \| \| 1999 \| 121 \| 90 \| \| 2001 \| 173 \| 177 \| \| 2002 \| 199 \| 223 \| \| 2003 \| 269 \| 510 \| \| 2004 \| 246 \| 192 \| \| 2005 \| 208 \| 186 \| \| 2006 \| 287 \| 484 \| \| 2007 \| 706 \| – \| |                |                 |
| jaar | rang enkelspel | rang dubbelspel |
| 1993 | 697            | –               |
| 1994 | 454            | 332             |
| 1995 | 234            | 99              |
| 1996 | 120            | 65              |
| 1997 | 75             | 79              |
| 1998 | 88             | 64              |
| 1999 | 121            | 90              |
| 2001 | 173            | 177             |
| 2002 | 199            | 223             |
| 2003 | 269            | 510             |
| 2004 | 246            | 192             |
| 2005 | 208            | 186             |
| 2006 | 287            | 484             |
| 2007 | 706            | –               |

Miho Saeki (Japans: 佐伯 美穂, Saeki Miho) (New York, 18 maart 1976) is een voormalig tennisspeelster uit Japan.
Zij begon op elfjarige leeftijd met tennis. Haar favoriete ondergrond is gras en zij beschouwt haar forehand als haar sterkste slag. Zij speelt rechtshandig en heeft een tweehandige backhand. Zij was actief in het proftennis van 1994 tot 2007.

## Loopbaan

### Enkelspel
Saeki debuteerde in 1993 op het ITF-toernooi van Ibaraki (Japan). Zij stond in 1994 voor het eerst in een finale, op het ITF-toernooi van Kugayama (Japan) – zij verloor van de Koreaanse Kim Il-soon. In 1995 veroverde Saeki haar eerste titel, op het ITF-toernooi van Alicante (Spanje), door de Spaanse Patricia Aznar te verslaan. In totaal won zij zestien ITF-titels, de laatste in 2005 in Nanjing (China).
In 1995 speelde Saeki voor het eerst op een WTA-hoofdtoernooi, als lucky loser op het toernooi van Japan in Tokio. Haar beste resultaat op de WTA-toernooien is het bereiken van de kwartfinale op het Tier I-toernooi van Tokio in 1998.
Haar beste resultaat op de grandslamtoernooien is het bereiken van de derde ronde, op Roland Garros 1998. Hierdoor bereikte zij in juni 1998 haar hoogste notering op de WTA-ranglijst: de 56e plaats.

### Dubbelspel
Saeki behaalde in het dubbelspel betere resultaten dan in het enkelspel. Zij debuteerde in 1993 op het ITF-toernooi van Ibaraki (Japan), samen met landgenote Mami Donoshiro. Later dat jaar stond zij voor het eerst in een finale, op het ITF-toernooi van Bangkok (Thailand), samen met de Taiwanese Weng Tzu-ting – hier veroverde zij haar eerste titel, door het Koreaanse duo Choi Ju-yeon en Yoo Kyung-sook te verslaan. In totaal won zij acht ITF-titels, de laatste in 2002 in College Park (VS).
In 1994 speelde Saeki voor het eerst op een WTA-hoofdtoernooi, op het Tier II-toernooi van Tokio (Nichirei), samen met landgenote Yuka Yoshida. Zij stond in 1995 voor het eerst in een WTA-finale, op het toernooi van Japan, weer samen met Yuka Yoshida – hier veroverde zij haar eerste titel, door het Japanse koppel Kyōko Nagatsuka en Ai Sugiyama te verslaan. In totaal won zij vier WTA-titels, de laatste in 2005 in Memphis, ook nu weer samen met Yoshida.
Haar beste resultaat op de grandslamtoernooien is het bereiken van de kwartfinale, op het US Open 1998 samen met landgenote Yuka Yoshida. Haar hoogste notering op de WTA-ranglijst is de 49e plaats, die zij bereikte in juli 1997.

### Tennis in teamverband
In 1998 en 1999 maakte Saeki deel uit van het Japanse Fed Cup-team – zij behaalde daar een winst/verlies-balans van 3–3. Zij versloeg onder andere de Nederlandse Miriam Oremans.

## Resultaten grandslamtoernooien
| Legenda | Legenda                          |
| ------- | -------------------------------- |
| g.t.    | geen toernooi gehouden           |
| l.c.    | lagere categorie                 |
| –       | niet deelgenomen                 |
| G       | uitgeschakeld in de groepsfase   |
| 1R      | uitgeschakeld in de eerste ronde |
| 2R      | uitgeschakeld in de tweede ronde |
| 3R      | uitgeschakeld in de derde ronde  |
| 4R      | uitgeschakeld in de vierde ronde |
| KF      | uitgeschakeld in de kwartfinale  |
| HF      | uitgeschakeld in de halve finale |
| F       | de finale verloren               |
| W       | het toernooi gewonnen            |
| w-v     | winst/verlies-balans             |

### Enkelspel
| toernooi        | 1997 | 1998 | 1999 | w-v |
| --------------- | ---- | ---- | ---- | --- |
| Australian Open | 1R   | 2R   | 2R   | 2-3 |
| Roland Garros   | 1R   | 3R   | 1R   | 2-3 |
| Wimbledon       | 1R   | 1R   | 2R   | 1-3 |
| US Open         | 1R   | 2R   | –    | 1-2 |

### Vrouwendubbelspel
| toernooi        | 1995 | 1996 | 1997 | 1998 | 1999 |    | 2002 | w-v |
| --------------- | ---- | ---- | ---- | ---- | ---- | -- | ---- | --- |
| Australian Open | –    | 2R   | 1R   | 1R   | 1R   | –  | 1-4  |     |
| Roland Garros   | 1R   | –    | 2R   | 1R   | 2R   | –  | 2-4  |     |
| Wimbledon       | –    | –    | 2R   | 2R   | 1R   | –  | 2-3  |     |
| US Open         | –    | 1R   | 1R   | KF   | 1R   | 1R | 3-5  |     |

## Palmares
| Legenda                |
| ---------------------- |
| Grandslamtoernooi      |
| Olympische Spelen      |
| Year-End Championships |
| Tier I                 |
| Tier II                |
| Tier III               |
| Tier IV & V            |

### WTA-finaleplaatsen enkelspel
geen

### WTA-finaleplaatsen vrouwendubbelspel
| nr.              | finale     | toernooi          | ondergrond    | partner        | tegenstandsters                | score         |         |
| ---------------- | ---------- | ----------------- | ------------- | -------------- | ------------------------------ | ------------- | ------- |
| gewonnen finales |            |                   |               |                |                                |               |         |
| 1.               | 1995-04-16 | WTA Japan (Tokio) | hardcourt     | Yuka Yoshida   | Kyōko Nagatsuka Ai Sugiyama    | 6-7, 6-4, 7-6 | details |
| 2.               | 1996-10-20 | WTA Peking        | hardcourt (i) | Naoko Kijimuta | Yuko Hosoki Kazue Takuma       | 7-5, 6-4      | details |
| 3.               | 1996-11-24 | WTA Pattaya       | hardcourt     | Yuka Yoshida   | Tina Križan Nana Miyagi        | 6-2, 6-3      | details |
| 4.               | 2005-02-20 | WTA Memphis       | hardcourt (i) | Yuka Yoshida   | Laura Granville Abigail Spears | 6-3, 6-4      | details |
| verloren finales |            |                   |               |                |                                |               |         |
| geen             |            |                   |               |                |                                |               |         |